# Граново (Верхнеднепровский район)
Граново (укр. Гранове) — село, Малоалександровский сельский совет, Верхнеднепровский район, Днепропетровская область, Украина.
Код КОАТУУ — 1221086603. Население по переписи 2001 года составляло 51 человек.

## Географическое положение
Село Граново находится у истоков реки Саксагань,
на расстоянии в 0,5 км от сёл Калиновка, Дубовое и Полевское. Рядом проходит железная дорога, станция Граново в 0,5 км.